# 弗賴萊斯區
弗賴萊斯區（西班牙語：Frailes），是哥斯達黎加的一個區，位於該國中部聖何塞省，始建於1950年，面積19.48平方公里，2010年人口3,806，該區人口密度每平方公里195.38人。